# Marcel Wauters
Marcel Wauters (* 26. Juni 1894; † unbekannt) war ein belgischer Steuermann im Rudern.

## Biografie
Marcel Wauters nahm an den Olympischen Sommerspielen 1924 in Paris teil. Als Steuermann von Eugène Gabriels und Alphonse De Wette nahm er in der Zweier mit Steuermann-Regatta teil. Das Boot schied im Vorlauf aus.